# 布莱特·伊斯顿·埃利斯
布莱特·伊斯顿·埃利斯（Bret Easton Ellis，1964年3月7日—）是一位美国作家和编剧。
《美國殺人魔》是他的第三部小说。 该书一经出版，文学界就谴责该书过于暴力和歧视女性。 许多人请愿禁止出版该书，导致西蒙與舒斯特放弃出版艾利斯的作品，但克诺夫出版社依然繼續将美國殺人魔以平装書的形式出版。 
截至2024年，埃利斯至少有四部作品已被拍成电影。